# Dellen
Dellen este un sistem lacustru din provincia Hälsingland, Suedia. Se compune din două lacuri, Dellen de Nord și Dellen de Sud. 

## Date generale

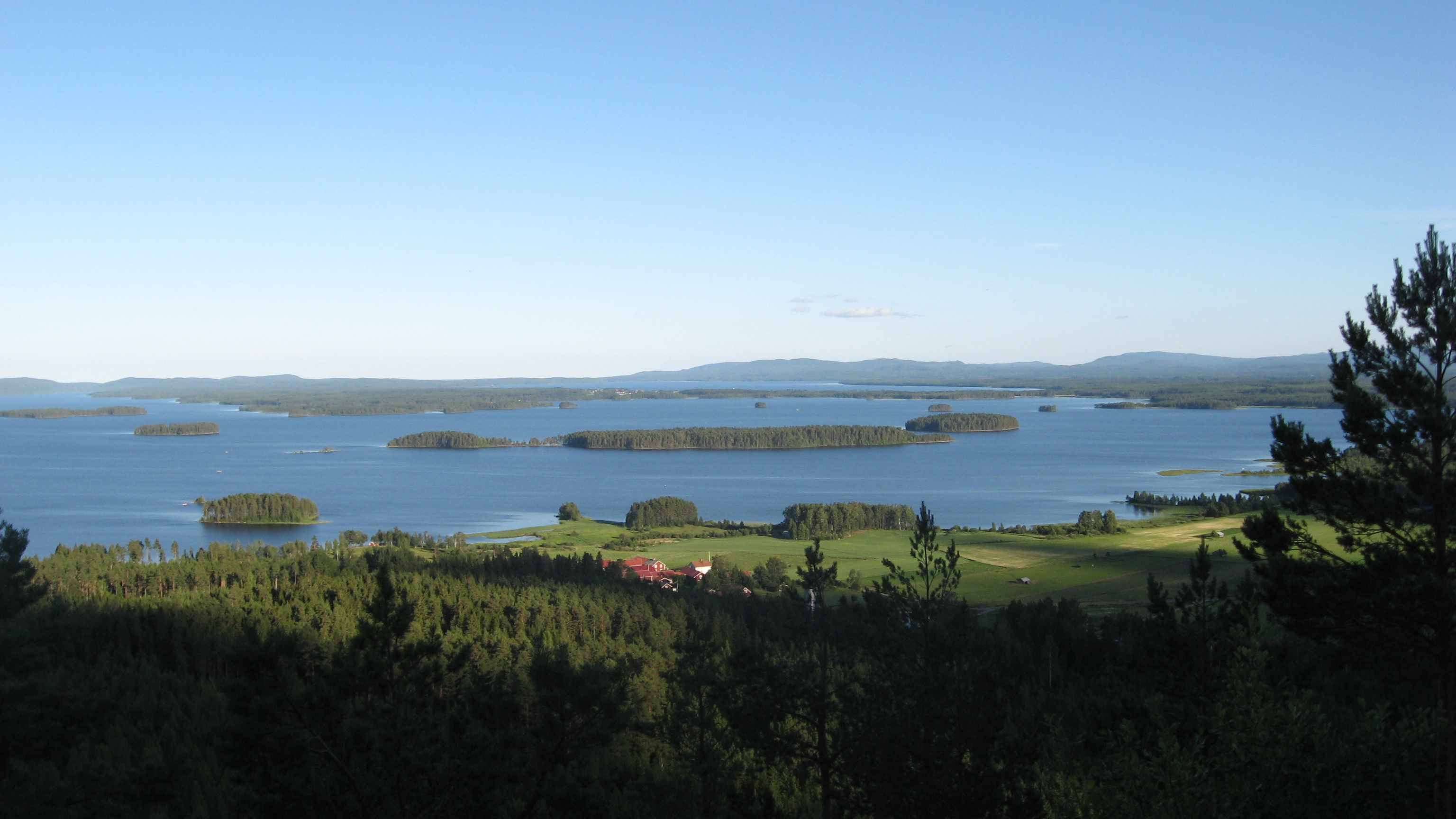
Panorama

Dellen de Sud are o suprafață de 52 km² și un volum de apă de 1226 milioane m³. Dellen de Nord are o suprafață de 82 km² și un volum de apă de 1489 milioane m³.
Cele două lacuri sunt unite numai de către un canal scurt, și prin urmare, există o dispută legată de faptul că ar trebui să fie considerate ca un lac sau ca două lacuri. Dacă ar fi măsurată suprafața ambelor lacuri împreună, ar avea o suprafață totală de 130 km ², ceea ce ar face să devină al optsprezecelea lac suedez ca suprafață.

## Craterul de impact
Sistemul lacustru care este vag circular a fost format de un crater de impact acum 89.0 ± 2,7 milioane de ani (Cretacicul superior). Craterul de impact are  aproximativ 19 kilometri în diametru. Aceasta a făcut ca zona să conțină o rocă numită dellenit (o rocă intermediară în compoziție între riolit și dacit).
Asteroidul 7704 Dellen a fost numit după el.